# Видевщина
Видевщина (бел. Ві́дзеўшчына) — агрогородок в Красненском сельсовете Молодечненского района Минской области Республики Беларусь.

## География
Расположена в 22 км от города Молодечно, в 70 км от Минска, в 5 км от железнодорожной станции Уша.

## История
С 1793 года после второго раздела Речи Посполитой Видевщина, как и вся Вилейщина, входила в состав Российской империи, был образован Вилейский уезд в составе сначала Минской губернии, а с 1843 года — Виленской губернии.
Входила в состав Вилейского повета Российской империи. В 1921 — 1945 гг. деревня в составе Польской Республики Виленского воеводства, до 1927 года Вилейского повета, позже Молодечненского повета, гмины Красное.
В 1866 году здесь было 70 жителей. В 1921 году здесь было 166 жителей. В 1931 году здесь было 188 жителей

## Население

### Динамика
- 1866 год — 70 жителей, 9 дворов
- 1921 год — 166 жителей, 28 дворов
- 1931 год — 188 жителей, 34 двора
- 1996 год — 433 жителя, 137 дворов
- 2008 год — 461 житель

## Инфраструктура
Расположены отделение связи, библиотека, Дом культуры.

## Культура
- Дом культуры

## Достопримечательность
- Мемориальный комплекс Народной Славы
- Памятник воинам, погибшим в Великой Отечественной войне